# Daniel Tiger's Neighborhood
Daniel Tiger's Neighborhood és una sèrie de dibuixos animats creada per la televisió estatunidenca creada per Angela Santomero.

## Argument
La sèrie se centra al voltant de Daniel Tiger (fill de Mom Tiger i Dad Tiger). La sèrie també compta amb altres nens dels personatges del barri de fer creure, com Katerina Kittycat (filla d'Henrietta Pussycat), Miss Elaina (filla de Lady Elaine Fairchilde i Music Man Stan), O the Owl (nebot de X the Owl) i Prince Wednesday (el fill petit de King Friday i la reina Sara Saturday i el germà petit del Prince Tuesday). Dos segments d'11 minuts estan units per un tema socioemocional comú, com ara la decepció i la tristesa o la ràbia i l'agraïment. El tema també utilitza una frase amb motius musicals, que l'espectacle anomena "cançons d'estratègia", per reforçar el tema i ajudar els nens a recordar les lliçons de vida. Moltes de les "cançons d'estratègia" estan disponibles en àlbums o com a senzills amb el nom d'artista "Daniel Tiger's Neighborhood". El programa s'adreça a nens en edat preescolar; ensenya intel·ligència emocional, bondat i respecte humà. El seu contingut segueix un pla d'estudis basat en l'ensenyament de Fred Rogers i les noves investigacions sobre el desenvolupament infantil.

## Patrocinadors
- Corporation for Public Broadcasting (2012-Present).
- "PBS Viewers Like You" (2012-Present).